# Robert Kempner
Robert Kempner, född 17 oktober 1899 i Freiburg im Breisgau, död 15 augusti 1993 i Königstein im Taunus, var en tysk jurist.
Han arbetade efter juristexamen som advokat. År 1928 började han på inrikesministeriet (Preußische Innenministerium) i Berlin. Efter Adolf Hitlers utnämning till Tysklands rikskansler 1933 blev han skild från sin tjänst och hotades av att bli ställd inför domstol för högförräderi. Detta stoppades men han häktades 1935. Efter internationella protester blev han släppt och flydde genast till Italien och fortsatte sedan till USA, där han stannade till 1945. Han återvände då till Tyskland och blev biträdande åklagare i Nürnbergrättegångarna, bland annat i OKW-rättegången. I mars 1947 påträffade han det så kallade Wannseeprotokollet.
Därefter arbetade han som advokat i Tyskland och engagerade sig i att hjälpa offer för nazisternas förföljelse att få skadestånd.

### Webbkällor
- ”Reversal of Fortune: Robert Kempner” (på engelska). United States Holocaust Memorial Museum. Arkiverad från originalet den 13 januari 2015. https://www.webcitation.org/6VYOcWE32?url=http://www.ushmm.org/wlc/en/article.php?ModuleId=10007164. Läst 13 januari 2015.